# Анелас
Анелас, наричан още биволски език или чинкуеда (на италиански: cinquedea, петопръстник, на френски: langue de bœuf; на немски: ochsenzunge), познат и като anelace, veruna, pistos) е хладно оръжие от типа къс меч или дълга кама, появило се през XV век в областта Венето в близост до Ферара и получило широко разпространение в Италия в епохата на Възраждането. Счита се, че произлиза от древноримския паразониум.

## Устройство
Названието чинкуедеа произлиза от ширината на острието до ефеса – „пет пръста“. Този размер е по-голям от обикновеното острие и като се има предвид умерената дължина на оръжието – около 45-55 см, то силно се стеснява към върха и придава на острието триъгълна форма.
Понякога острието е изработено с една или няколко дълбоки вдлъбнатини (улеи), които повишават механичните характеристики в съотношение с използваните материали. Често анеласът е украсен с орнаменти и дамаскинаж в стил от епохата на възраждането. Украсата често заема дори ефеса, като дръжката е от метал, дърво или слонова кост. Предпазителят е типично средновековен, т.е. състои се от метална огъната пречка, отворена към върха на острието. Изображения от периода показват, че анеласът е носен в хоризонтално положение зад кръста.

## История
Най-вероятно използването на анелас е ограничено в церемониални шествия и изпълнения, като това оръжие има ограничен набор от функции за възпиране на кама и меч. Поради широкото му разпространение в дворовете на италианския ренесанс това оръжие е широко представени в музеи и колекции на Апенинския полуостров. Открояват се експонатите на музеите на Стиберт във Флоренция, Гражданския Музей на Средновековието в Болоня, Армерия Реале в Торино, Археологическия музей в Палацуоло сул Сенио и Корер - Венеция.